# Mangaka-san to Assistant-san to
Mangaka-san to Assistant-san to (マンガ家さんとアシスタントさんと?  lit. 'El mangaka y sus asistentas') es una serie de manga de cuatro viñetas escrita e ilustrada por Hiroyuki. La obra enseña el día a día de Yūki Aito, un autor de historieta japonesa a quien su editora asigna varias asistentas, dado que nunca logra entregar el material a tiempo. Es así como se producen escenas donde el joven, que es bondadoso pero sumamente pervertido, aprovecha cada situación para sacar provecho de sus atractivas compañeras. Como casi ninguna es sumisa, generalmente acaban castigándolo físicamente; allí reside la comedia de la serie. 
La obra se serializó inicialmente en Young Gangan y luego en Shōnen Gangan, revistas de la editorial japonesa Square Enix. Recopilada en diez volúmenes, el primero se lanzó el 27 de octubre de 2008 y el último, el 25 de diciembre de 2012. Cuenta con una secuela, Mangaka-san to Assistant-san to 2, cuyo único tomo compilatorio se publicó el 25 de junio de 2014. Se adaptó a un anime dirigido por Takeshi Furuta y animado por Zexcs, del cual los dieciocho episodios se transmitieron entre el 7 de abril y el 23 de julio de 2014. Se desarrolló también un CD drama y un programa de radio web con base en el manga. 
Se trata de un manga que en su momento se hizo con cierta popularidad en todas las revistas que lo publicaron. Sin embargo, fue objeto de duras críticas de la prensa, quienes coincidieron en que el humor es «aburrido» y «ofensivo». Incluso, dos medios afirmaron que el protagonista comete acoso sexual hacia sus compañeras. Con respecto a la mercadotecnia, en la página web del anime hay un catálogo con productos basados en la franquicia.  

## Argumento

### Sinopsis
La historia gira en torno a Yūki Aito, autor de Hajiratte Cafe Latte, un manga publicado mensualmente por la revista Shōnen Gongon. No se brindan detalles sobre el argumento y lo único que se enseña de la historieta son algunos bocetos, los cuales reflejan que la temática principal son las bragas de los personajes femeninos. Sucede que el joven mangaka está más interesado en dibujar ropa interior que en concebir una historia, tanto es así que en varias ocasiones se muestra ignorante acerca de los sentimientos de sus creaciones. Cuenta, para su suerte, con una asistenta llamada Sahoto Ashisu, quien suple algunas de sus falencias. Frecuentemente reciben visitas de la editora Mihari Otosuna, siempre muy estricta debido a que Yūki nunca tiene el material listo en  la fecha estipulada, en parte porque pierde tiempo con videojuegos u holgazaneando, pero también porque la composición de un manga es muy laboriosa.
La procrastinación es la razón de que Mihari le consiga más asistentas, todas muchachas jóvenes y atractivas —lo que en la industria del manga se conoce como bishōjo— con diferentes personalidades. Lejos de elevar el rendimiento, de este modo Yūki se distrae aún más. Sin importar lo desagradable que pueda resultarles, ninguna se desvincula e, incluso, algunas hasta llegan a insinuar sentimientos románticos por él, elemento característico del género harem. Además, se las introduce como muchachas sensatas, pero a medida que se desenvuelven en el ambiente generado por Yūki también revelan comportamientos depravados. Cabe mencionar que la serie tiene una mascota: un gato que lleva bragas en la cabeza.

### Temáticas y estilo
Se trata de un yonkoma —historieta de cuatro viñetas— de ritmo rápido, con tramas muy dinámicas y de corta duración. Encaja también en la categoría de «gag manga», puesto que el objetivo es provocar risa al lector mediante la concatenación de bromas, no desarrollar una historia. Por eso no se profundiza en la constatación de crear un manga ni se presta atención a la serie que Yūki escribe, aunque sí hay escenas humorísticas donde se lo muestra sumamente agotado por el trabajo, mientras intenta cumplir con los plazos. Los escenarios aparte del departamento del protagonista son escasos.
Como el mangaka es un pervertido, la mayoría de las bromas tienen connotación sexual —lo que en Japón se denomina ecchi—; de hecho, en una de las primeras escenas el autor le pide Sahoto que se toque el cuerpo delante de él, bajo el pretexto de que necesita investigar la anatomía femenina para su obra. Esto desemboca en secuencias de comedia física, cuando alguna chica lo reprende a golpes por su comportamiento. Buena parte de las bromas están estructuradas de la misma manera: el protagonista no se percata de que ha ofendido a una de ellas, luego se disculpa y lo perdonan, solo para que Yūki, sin darse cuenta, vuelva a faltarles el respeto y reciba un castigo físico. Las escenas románticas sirven como interludio y suelen estar centradas en Mihari, quien a pesar de todo aprecia a Yūki desde hace años.

## Personajes
A continuación, se describe brevemente a los personajes principales y se nombrará a los seiyū del anime y el CD drama:
- Yūki Aito (愛徒 勇気 Aito Yūki?) es un artista de manga de veintidós años. Aunque no es malicioso, carece de experiencia con mujeres y es un pervertido obsesionado con las bragas, hasta el punto de que traslada su gusto por la ropa interior femenina a su obra.[7][13] Sus perversiones van desde enseñar su pornografía a sus asistentas —sin percatarse de lo inoportuno de esto— hasta hablar abiertamente sobre sus fetiches, uno de los cuales es la urolagnia.[6] En el anime su seiyū es Yoshitsugu Matsuoka, mientras que en el CD drama lo interpretó Jun Fukuyama.[7][14]

- Sahoto Ashisu (足須 沙穂都 Ashisu Sahoto?) es una asistenta de diecinueve años. Es protectora y uno de los personajes más sensatos de la historia,[2][11] pero aun así la mayoría de veces le sigue la corriente a Yūki, por quien siente interés.[6][8] Tiene el objetivo de crear su propio manga y se desanima cuando sus borradores son constantemente rechazados por las revistas.[2][4] En el anime su seiyū es Saori Hayami, mientras que en el CD drama la interpretó Mamiko Noto.[7][14]

- Mihari Otosuna (音砂 みはり Otosuna Mihari?) es una editora de veintidós años. Conoce al protagonista desde que eran compañeros de preparatoria y secretamente está enamorada de él.[6][8] Generalmente se comporta hostilmente con Yūki, a quien regaña por sus deficiencias, y le avergüenza hablar de sus sentimientos o demostrarlos.[7][11] Se siente acomplejada debido al pequeño tamaño de sus senos.[3] En el anime su seiyū es Arisa Noto, mientras que en el CD drama la interpretó Haruka Tomatsu.[7][14]

- Rinna Fuwa (風羽 りんな Fuwa Rinna?) es una asistenta de dieciocho años, quien no sabe nada del rubro pero es atractiva, por eso Yūki la contrata. Es la única que lo admira y aprecia, motivo por el cual suele seguirle el juego con sus ideas pervertidas y extrañas. En una ocasión, por citar un ejemplo, trabaja vestida de conejita de Playboy solo para satisfacerlo.[7][8] En el anime su seiyū es Yuka Iguchi, mientras que en el CD drama la interpretó Aki Toyosaki.[7][14]

- Sena Kuroi (黒井 せな Kuroi Sena?) es una asistenta de diecinueve años, que ocasionalmente trabaja para Yūki. Es muy buena en su oficio y posee características propias de una lolicon, además de ocultar tendencias sadomasoquistas.[8][11] Debido a su pequeña complexión, es muy débil físicamente y se siente avergonzada de ello, dado que es orgullosa.[6][11] Es de esta asistenta en particular de quien Yūki saca partido, ya que es incapaz de defenderse.[6] Rie Kugimiya se encargó de interpretarla tanto en el anime como en el CD drama.[7][14]

## Producción
Hasta antes de esta obra, Hiroyuki había estado trabajando en el manga de cuatro viñetas Dōjin Work, de la revista de Hōbunsha Manga Time Kirara, que se había hecho con cierta popularidad. El autor sabía que tenía pocas «armas» en su repertorio y que la nueva historia que tenía en mente, que posteriormente se convertiría en Mangaka-san to Assistant-san to, compartía muchos planteamientos narrativos con Dōjin Work. Como era consciente también de que, por una cuestión de formato, al mismo público le saturaría otro gag manga, se pasó a Square Enix, concretamente a Young Gangan. Esa revista lo había contactado en el pasado, cuando el primer volumen de Dōjin Work alcanzó las 51 000 copias vendidas en un mes. Además de renovarse en otro lugar de trabajo, al mangaka le pareció buena idea trasladarse a una publicación mucho más grande que Kirara.
Una característica en la narrativa de Hiroyuki, que es palpable en esta serie, es la importancia que le dio a los personajes por sobre la construcción de un escenario atractivo, pues era un convencido de que «por más original que fuera el mundo o por más única que fuera la cosmovisión, de nada serviría si los personajes que viven allí eran sosos». Otro punto a destacar que condice con esa línea de pensamiento es su afán de dibujar paneles visualmente atractivos, dada su idea de que las imágenes son el «punto de entrada» al manga.

## Contenido

### Manga
La editorial japonesa Square Enix publicó el primer volumen tankōbon el 27 de octubre de 2008, y el manga se serializó en dos de sus revistas: primero en Young Gangan y después en Shōnen Gangan. El último capítulo se publicó el 12 de junio de 2012, mientras que el décimo tomo se lanzó el 25 de diciembre de ese año. La obra estuvo disponible en línea a través de Gangan Online. A este siguió una secuela titulada Mangaka-san to Assistant-san to 2, cuyos capítulos se publicaron en Young Gangan a partir del 2 de agosto de 2013, dos al mes. El contenido se compiló en un único volumen, que se lanzó el 25 de junio de 2014.

### CD drama
Un CD drama sobre la serie se lanzó el 26 de enero de 2011, adaptando las tramas del manga e incursionando con una historia original. Además de este producto, salió al mercado una edición limitada, que incluyó algunos beneficios.

### Anime
| Director             | Takeshi Furuta |
| Creador original     | Hiroyuki       |
| Composición          | Aki Itami      |
| Dirección artística  | Kenichi Tajiri |
| Diseño de personajes | Hitomi Tsuruta |
| Edición              | Daisuke Hiraki |
| Música               | Tomoki Kikuya  |

El 6 de diciembre de 2013, se anunció en Young Gangan la producción de un anime basado en el manga. Tres meses más tarde, se reveló que sería dirigido por Takeshi Furuta y animado por Zexcs. Entre el 22 y el 23 de marzo de 2014, se llevó a cabo una exposición en la convención AnimeJapan, donde se obsequiaron diversos artículos relacionados con la obra a los presentes. El anime empezó a transmitirse el 7 de abril de 2014 en Tokyo MX y otras cadenas televisivas, y culminó ese 23 de julio, con doce episodios emitidos —a los que se sumaron seis OVA—. Se adaptó fielmente la obra original y los capítulos duran trece minutos cada uno.
Además de Tokyo MX, otras cadenas que transmitieron el anime en Japón son AT-X y BS11, además de que estuvo disponible en las plataformas Niconico y Anime Store. Entre el 25 de junio y el 26 de noviembre de 2014 se lanzaron seis paquetes de la serie en formatos Blu-ray y DVD, realizados por la compañía japonesa Frontier Works y distribuidos por Amuse Soft, y el 20 de diciembre de 2017 salió a la venta una edición especial que compila todos en uno. La empresa estadounidense Sentai Filmworks, que compró la licencia y tuvo los derechos del programa a partir del 17 de abril de 2014, publicó un Blu-ray y un DVD el 15 de septiembre de 2015. Animatsu Entertainment, por su lado, se encarga de la distribución en Reino Unido. Crunchyroll se hizo con la licencia para la difusión en, entre otros países, España e Hispanoamérica, desde el 7 de abril de 2014 hasta el 1 de agosto de 2020, cuando se asoció con Sentai Filmworks.

#### Banda sonora
El 25 de junio de 2014, Bandai Namco sacó al mercado japonés la banda sonora del anime compuesta por Tomoki Kikuya, The Comic Artist And Assistants (Mangaka-San to Assistant-San to) (Anime) Original Soundtrack. Alberga cuarenta y seis pistas —incluidos los temas de apertura y de cierre—, que totalizan una duración de cuarenta y seis minutos. El opening es «Junsui na Fujunbutsu» (純粋なフジュンブツ?  lit. «Una persona impura muy pura») y el ending es «Spica.», ambos del grupo pop StylipS. Para el duodécimo episodio, por otro lado, se utilizó «Owarinaki Pantsu» como cierre, con Yoshitsugu Matsuoka —quien pone voz al protagonista— como intérprete. Con respecto a su recibimiento, en una crítica para Anime News Network un analista escribió: «No hay nada especialmente memorable o impresionante en el sonido del programa. Se usa una banda sonora claramente humorística, pero es tan obvia e insípida que no aporta nada a las bromas. Y se vuelve molesta cuando aumenta el volumen y la velocidad para seguir el ritmo de la serie».

### Radio web
Se produjo un programa de radio web en HiBiKi Radio Station, conducido por Saori Hayami y Arisa Noto, voces de Sahoto y Mihari, respectivamente. Tuvo quince episodios, los cuales se recopilaron en dos CD, publicados el 28 de mayo y el 27 de agosto de 2014.

## Recepción
Carl Kimlinger, de Anime News Network, juzgó severamente la serie, al criticarla prácticamente en todos los apartados. Afirmó que no explora la relación entre jefe y asistenta o entre artista y editor, ni muestra el proceso creativo de un manga. Dijo también que la comedia es deficiente y repetitiva, y definió el comportamiento de Yūki, quien «ocupa una posición de poder», como «acoso sexual» hacia las muchachas, Sena en particular. En otro artículo de ese sitio, se calificó a las secuencias humorísticas como aburridas y predecibles —aun cuando casi no hay pausas—, excepto aquellas en las que Mihari se enfada. Otro punto positivo mencionado es el afán de Sahoto por convertirse en mangaka, un arco de personaje descrito como «enternecedor».
Paul Chapman, en un artículo para Crunchyroll con el cual se buscaba que los usuarios miraran el anime, escribió en buenos términos sobre el humor de la obra. Nicoletta Christina Browne, de THEM Anime Reviews, se refirió a esta promoción diciendo: «¡Mentira! No es divertido. Es rídiculamente vulgar, dolorosamente estúpido, aburrido y hasta demasiado ofensivo para causar gracia». Browne criticó a Yūki por ser «un imbécil pervertido» que manosea a las asistentas sin su consentimiento, de manera que coincidió con la reseña de Anime News Network sobre que el protagonista acosa sexualmente a los personajes femeninos. Con respecto a la respuesta del público, más de 8000 usuarios de MyAnimeList puntuaron el manga y, a fecha de 2025, la calificación es de 7,49 en una escala del 1 al 10. Semejante es el resultado que esa página tiene del anime, con 7,08 puntos promediando la opinión de más de 133 000 votantes.
La serie ganó cierto reconocimiento por retratar la vida cotidiana de un artista de manga y su popularidad se extendió en todas las revistas que la publicaron. En el sitio web Bleeding Cool, Dan Wickline se mostró sorprendido de que el manga se hiciera famoso: «No imagino este concepto funcionando en un cómic estadounidense a no ser que, de alguna manera, los personajes cobraran vida o el artista terminara siendo asesinado [por ellos]». La página web del anime alberga productos con la imagen de los personajes, como fundas para almohadas, envoltorios para celulares o estampas.